# Kotschya strobilantha
Kotschya strobilantha är en ärtväxtart som först beskrevs av John Gilbert Baker, och fick sitt nu gällande namn av Jeanine Dewit och Paul Auguste Duvigneaud. Kotschya strobilantha ingår i släktet Kotschya och familjen ärtväxter. Inga underarter finns listade i Catalogue of Life.